# حفرة مرفقية

الحُفرة المِرفقية من الأمام

الحُفرة المِرفقية من الخَلف

الحُفرة المِرفقية  (بالإنجليزية:Cubital fossa) ، وهيَ الانخفاض المُثلثي في الجزء الأمامي من مَنطقة المِرفق .

## الحدود
تحاط الحُفرة المِرفقية بعدة أجزاء، وهيَّ :
1. الكَابَّةُ المُدَوَّرَة [3] (Pronator Teres) : حيث تُشكل الحد الوسطي -قريب للخط المنصف للجسم-.
2. العَضَلَةُ العَضُدِيَّةُ الكُعْبُرِيَّة (Brachioradial Muscle) [4] : حيث تُشكل الحد الجانبي -أبعد عن الخط المنصف للجسم- .
3. يَحدها من الأَعلى خَط وهمي يَصل بين لُقيمات العَضد الاثنتين[5] (Epicondyles) ، ويسمى هذا الحَد بالقاعدة .
4. يَحدها من الأسفل نقطة تَداخل بين العضلة العضدية الكعبرية والكابة المدورة ، حيث تتواجد العضلة العضدية الكعبرية فوق الكابة المدورة، ويسمى هذا الحَد بالرأس أو القمة .
5. يَتواجد في قَعر الحُفرة المِرفقية العضلة العَضدية (Brachialis Muscle) و العضلة الباسطة (Supinator Muscle).
6. يَتواجد في سَقف الحُفرة المِرفقية : الجِلد، اللِفَافَة السطحية ، اللِفَافَة الغائِرة و السِفاق ذات الرأسين [6] (Bicipital aponeurosis).

## المحتويات
تَحتوي الحُفرة المِرفقية على :
1. وَتر العَضلة ذات الرأسين (Biceps tendon).
2. الشريان العَضدي (Brachial artery).
3. العَصب المُتوسط (Median nerve).
4. عقد لمفية.

## المَصادر
Review of Upper Limb Anatomy Part II A , Alexandria University Faculty of Medicine , Page.54